# Ed Logg
George Edward Logg (Seattle, 1948) is een Amerikaans voormalig ontwerper van arcadespellen. Door zijn interesse in de Atari 2600-spelcomputer ging hij werken op de arcadespelafdeling van Atari. Later werd Logg werkzaam bij Atari Games, een divisie van Warner Communications. Het eerste spel dat hij ontwikkelde, was Dirt Bike. Na een mislukte test werd het spel echter nooit uitgebracht.
De oprichter van Atari, Nolan Bushnell, wou een vervolg hebben op Breakout uit 1976. Logg ontwikkelde om die reden het spel Super Breakout. Samen met Lyle Rains maakte Logg het computerspel Asteroids. Verder was Logg verantwoordelijk voor Centipede, Millipede, Gauntlet, Gauntlet II, Wayne Gretzky's 3D Hockey en de computerspelserie Rush.
Logg behaalde een 43e positie in de Top 100 Game Creators of All Time-lijst van IGN. In 2012 ontving hij tevens een Pioneer Award van de Academy of Interactive Arts & Sciences voor zijn prestaties op computerspelgebied.

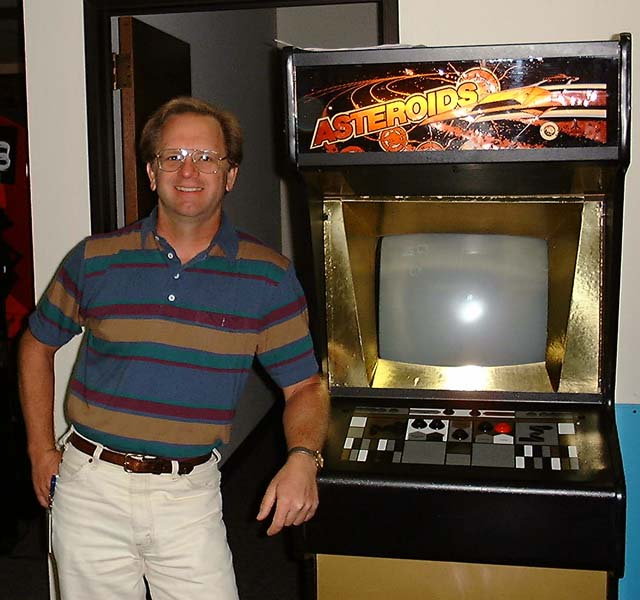
Ed Logg in 1999, naast een arcadespel van Asteroids